# Matsoúki
Matsoúki är en ort i Grekland.   Den ligger i prefekturen Nomós Ioannínon och regionen Epirus, i den centrala delen av landet, 280 km nordväst om huvudstaden Aten. Matsoúki ligger 1 225 meter över havet och antalet invånare är 455.
Terrängen runt Matsoúki är huvudsakligen bergig, men åt nordväst är den kuperad. Runt Matsoúki är det mycket glesbefolkat, med 2 invånare per kvadratkilometer. Närmaste större samhälle är Prámanta, 7,3 km sydväst om Matsoúki. Trakten runt Matsoúki består till största delen av jordbruksmark.